# Typhlocyba unicorn
Typhlocyba unicorn är en insektsart som beskrevs av Hamilton 1987. Typhlocyba unicorn ingår i släktet Typhlocyba och familjen dvärgstritar.
Artens utbredningsområde är Newfoundland. Inga underarter finns listade i Catalogue of Life.